# Trutnowo (województwo warmińsko-mazurskie)
Trutnowo (niem. Trautenau) – wieś w Polsce położona w województwie warmińsko-mazurskim, w powiecie bartoszyckim, w gminie Bartoszyce.
W latach 1945–1959 w powiecie lidzbarskim, 1959–1975 w powiecie bartoszyckim. W latach 1975–1998 miejscowość położona była w województwie olsztyńskim. Wieś znajduje się w historycznym regionie Warmia.

## Historia
Wieś lokowana w 1362 r. na prawie chełmińskim, podległa  biskupom warmińskim. Po pierwszym rozbiorze Polski (1772 r.) stała się wsią królewską. Na początku XIX w nastąpiły reformy uwłaszczeniowe. W XIX i XX w. w Trutnowie były trzy niewielkie (poniżej 100 ha) majątki ziemskie, siedziby dwóch były ulokowane poza wsią (na kolonii). Najstarszy majątek miał siedzibę we wsi.
W 1935 r. w tutejsze szkole, zatrudniającej jednego nauczyciela, uczyło się 44 dzieci. W 1939 r. we wsi było 235 mieszkańców. Ostatnim właścicielem dworku na kolonii był Schwark. Szkoła funkcjonowała do 1974 roku (mieściła się w dawnym eklektycznym dworku na kolonii). W 1978 r. we wsi było 36 indywidualnych gospodarstw rolnych, uprawiających łącznie 398 ha ziemi. W tym czasie w Trutnowie działała świetlica i punkt biblioteczny, ulice miały elektryczne oświetlenie. W 1983 r. we wsi było 38 domów i 163 mieszkańców.

## Zabytki
- dworek ziemiański, barokowy z XVIII w. (we wsi), parterowy z dachem naczółkowym. Na frontowej osi dwukondygnacyjny ryzalit. Poza dworkiem zachowały się także fragmenty parku i zabudowań gospodarczych.
- Dawny dwór, położony na kolonii (bliżej Wozławek). Park zostały wycięty w latach 80 XX., nie zachowały się także budynki gospodarcze. Sam dwór w charakterze wiejskiej willi wzniesiony został w 1906 r. w stylu eklektycznym z elementami secesji. Budynek parterowy z użytkowym poddaszem. W wyposażeniu wnętrza zachowały się trzy eklektyczne piece ceramiczne. Jeden z nich, w kolorze białym, ozdobiony jest secesyjnymi, złotymi tulipanami. Ostatnim właścicielem (do 1945 r.) był niejaki Schwark. Okoliczna ludność opowiada o duchu starego Schwarka, który straszy nocą we dworze, zapala światła i kradnie poduszki. Do 1974 r. mieściła się tu szkoła. Obecnie dom mieszkalny, zasiedlony przez dwie rodziny.
- kapliczka przydrożna, barokowa z połowy XVIII w.
- kapliczka przydrożna, neogotycka z początków XX w.